# Piet Al
Dr. Petrus (Piet) P.B. Al o.praem. (3 september 1937 - 22 augustus 2010) was een Nederlands norbertijn en abt van de Abdij van Berne.

## Jeugd, intrede en studie
Piet Al groeide op in een middenstandsgezin in 's-Gravenhage. Zijn ouders waren uitbaters van café Duinoord. Hij bezocht middelbare scholen te Heemstede en 's-Gravenhage. In 1955 trad hij als novice in bij de Norbertijnen te Heeswijk-Dinther. Het was een tijd waarin de abdij een grote bloei kende. Zijn inkleding vond plaats op 17 september 1955. Op 17 september 1957 deed hij zijn tijdelijke professie, op 17 september 1960 zijn grote of plechtige professie. Zijn priesterstudies volgde hij in de abdij en op 16 juli 1961 werd hij priester gewijd door mgr. C.A.A. Vanuytven o.praem. Kort daarna, in 1962, vertrok hij naar Rome voor een studie kerkgeschiedenis aan de Gregoriaanse Universiteit.

## Promotie en specialisme
In 1970 promoveerde hij, cum laude, tot doctor in de kerkgeschiedenis met een proefschrift over Leonhard Goffiné. Sinds 1980 doceerde Piet Al kerkgeschiedenis aan de studenten van de Belgische priesteropleiding Agripo.
Reeds vroeg vanaf zijn intrede ontwikkelde hij een grote passie voor en deskundigheid van het Oosters christendom, hetgeen onder meer aanleiding was tot zijn pastorale werkzaamheden voor de Oekraïners in Nederland en België en tevens tot vele nevenfuncties en publicaties. Hij gold als een groot kenner (en veelgevraagd celebrant) van de Goddelijke Liturgie van Johannes Chrysostomus, iconen en Oosters christendom in het algemeen.

## Pastorale werkzaamheden
Teruggekeerd uit Rome, volgde van 1966 tot 1969 een aanstelling als pastoraal assistent in de Willibrordparochie te Hintham-Zuid (Rosmalen). In 1969 werd hij pastoraal assistent in de Willibrordparochie te Heeswijk, hetgeen hij tot 1982 zou blijven.
In 1976 volgde zijn benoeming tot pastor van de (Grieks-katholieke) Oekraïners in Nederland. Een functie die hij tot aan zijn overlijden vervulde. Door dit pastoraat en doordat hij Oekraïens sprak, kon hij veel betekenen voor Oekraïense vluchtelingen. In 1980 volgde zijn aanstelling tot pastor van de Oekraïners in Brussel en Leuven, welke functie hij tot 1985 bekleedde.

## Norbertijn

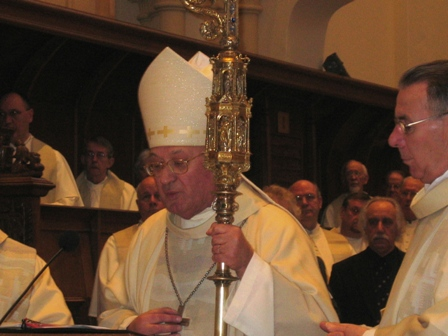
Piet Al pontificaal

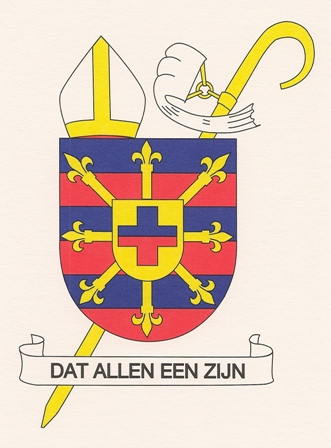
Abtswapen

Binnen de gemeenschap van de Abdij van Berne was hij van 1979 tot 1994 subprior. In 1994 volgde zijn benoeming tot prior van de Abdij van Berne. Op 2 februari 2001 werd hij gekozen tot opvolger van Ton Baeten als 69e Abt van Berne. Van 2003 tot 2006 was hij definitor van de Orde der Norbertijnen.

## Abbatiaat
Piet Al werd als Abt van Berne gezegend op 7 april 2001 door mgr. A.L.M. (Antoon) Hurkmans van 's-Hertogenbosch, in concelebrerende aanwezigheid van mgr. J.W.M. (Johannes) Bluyssen (emeritus bisschop van 's-Hertogenbosch). Hij koos hij als wapenspreuk: 'Dat allen één zijn'. Zijn abbatiaat volgde op een voor zowel de abdij als de Nederlandse kerkprovincie bewogen abbatiaat van Ton Baeten. Onder Al's abbatiaat traden weer drie nieuwe kandidaten toe maar zij traden later ook weer uit. Ook verbeterde (zelf spreekt hij over 'normaliseren') de relatie met het Bisdom 's-Hertogenbosch. Bij zijn afscheid werd hij benoemd tot Ridder in de Orde van Oranje-Nassau. Deze onderscheiding viel hem onder meer ten deel vanwege zijn grote verdiensten voor de oecumene. Zijn opvolger, in 2007, is Ward Cortvriendt o.praem.

## Wapen en wapenspreuk
"Gedwarsbalkt van zes stukken blauw-rood met over alles heen een karbonkel van goud, beladen met een hartschild mede van goud, waarop een zwevend kruis, doorsneden van blauwen rood; het schild gedekt met een mijter van natuurlijke kleuren en geplaatst op een abtsstaf met velum, eveneens van natuurlijke kleuren; devies: DAT ALLEN EEN ZIJN".

### Verklaring
De karbonkel op het blauw-rood gedwarsbalkte veld is het wapen van de Abdij van Berne, dat al vanaf de 14e eeuw in gebruik is. Het hartschild bevat het persoonlijk teken van de abt: een Grieks kruis met gelijke balken, variant van de oervorm van het kruis. Dit kruis benadrukt de affiniteit van de abt met de Oosterse Kerken. Het kruis is bij uitstek een teken van eenheid, omdat het door de christenen van alle kerken wordt gebruikt. Oorspronkelijk was het kruis voor de Oost-Syrische kerk zelfs het enige religieuze symbool dat men kende. De Griekse kerkvaders zien het kruis als een symbool van Christus, die - met uitgestrekte armen aan het kruis hangend - de hele wereld omvat en in een harmonische eenheid samenbrengt.
Niettemin is die eenheid een 'eenheid in verscheidenheid', wat wordt uitgedrukt door de kleuren blauw en rood in het éne kruis. De kleuren blauw en rood zijn enerzijds een herhaling van de blauw-rode dwarsbalken van het grote veld, anderzijds bedoeld als wapenkleuren van Byzantium en Oekraïne, vanuit abt Al's affiniteit met de Oosterse Kerken.
De Oekraïense Grieks-katholieke Kerk in België en Nederland staat in dezelfde traditie als de orthodoxe kerken. Het traditionele wapen van Oekraïne is een gouden drietand op blauw en het (legendarische) wapen van Byzantium is rood met een gouden kruis en vier gouden letters B of vuurslagen. In het wapen zijn de kleuren omgekeerd, waarbij het Oekraïense blauw en het Byzantijnse rood in één teken, het Kruis, zijn samengevat tegen een achtergrond in hun gezamenlijke tweede wapenkleur; goud, de kleur van het Licht van Christus. Zo wordt de wens van de wapenspreuk DAT ALLEN EEN ZIJN (uit Johannes 17:21) in Christus, zichtbaar gemaakt in het persoonlijk wapenteken. De gouden leliestaven benadrukken die spreuk nog eens extra: ze zijn samengesmeed en vormen een eenheid met het gouden middenschild, zodat de abt en zijn gemeenschap samen ook een visuele eenheid vormen. Ten slotte kunnen de staven vanuit het hartschild, gezien als windrichtingen, laten zien, dat de abt ook eenheid wil met de grote wereld buiten de Abdij van Berne. De mijter en de abtsstaf met velum zijn enerzijds verplicht in abtswapens, anderzijds wordt zo de traditie van Berne gevolgd. De abten van Berne voeren traditioneel namelijk niet de zwarte prelatenhoed in tegenstelling tot bijvoorbeeld de benedictijner abten, maar steeds alleen een mijter en abtsstaf met velum. Het wapen is naar basisideeën van Piet Al ontworpen door Hans van Heijningen uit Utrecht.

### Waarom van het wapen
Het gebruik van een wapen stamt uit de Hoge Middeleeuwen en was als herkenningsteken op het schild aangebracht. Het gebruik van het schild was bittere noodzaak in een tijd, dat ridders hun talloze vetes uitvochten. Door de ontwikkelingen in de oorlogsvoering heeft het schild echter zijn functie verloren en is het wapen puur een herkenningsteken geworden. En onze sterk visueel georiënteerde tijd is sterk ingesteld op zulke herkenningstekens. Dat zien we wel bij alle moeite die men doet om een goed logo, de geseculariseerde pendant van het wapen, te ontwerpen.
De Abdij van Berne heeft zo'n herkenningsteken en het gaat terug tot in de 14e eeuw. Alle eeuwen door heeft de abdij dit wapen meegevoerd, maar de abten hebben het slechts sporadisch gebruikt in hun persoonlijk wapen. Het abdijwapen, waarmee de gemeenschap vaak onder moeilijke omstandigheden zich door de eeuwen heen heeft geworsteld, wordt met een persoonlijke variant in ere gehouden. Het drukt de continuïteit met het verleden uit, maar is tevens een teken van geloof in de toekomst. Die toekomstgerichtheid wordt bijzonder uitgedrukt door de Nederlandse tekst van de wapenspreuk DAT ALLEN EEN ZIJN (Joh. 17:21). Zo wilde Piet Al dat zijn ideaal als 69e abt van Berne direct verstaanbaar was voor mensen van deze tijd.

## (Neven)functies
- 1968 - 2005: Bestuurslid (diverse functies zoals studiesecretaris, secretaris en vicevoorzitter) van het Apostolaat der Hereniging, Apostolaat voor de Oosterse Kerken, Aktie en Ontmoeting Oosterse Kerken en Katholieke Vereniging voor Oecumene Athanasius en Willibrord)
- 1979 - 2010: Geestelijk adviseur Utrechts Byzantijns Koor, sinds 2006 erelid van dit koor
- 1980 - 2010: Docent kerkgeschiedenis aan de Studieconcentratie Agripo van de Vlaamse Norbertijner abdijen
- 1995 - 2010: Lid van de Historische Commissie van de Norbertijner Orde
- 1998 - 2010: Lid van het bestuur van het Instituut voor Liturgische en Rituele Studies
- 2001 - 2007: Voorzitter van het Curatorium van de Stichting Hendrik van Ruysschenbergh – De Latijnse School (Gemert)
- 2002 - 2010: Bestuurslid van de Vrienden van het Museum voor Religieuze Kunst te Uden
- 2004 - 2010: Curator van Gymnasium Bernrode te Heeswijk
- 2005 - 2010: Lid van de Raad van Advies van de Priester- en Diakenopleiding Bovendonk
- 2007 - 2010: Bestuurslid van de Katholieke Vereniging voor Oecumene
- 2007 - 2010: Lid Beleidscommissie Oecumene van de Nederlandse Bisschoppenconferentie

## Publicaties (selectie)
- De genezende kracht van de iconen, in: Berne, nummer 3, jaargang 63, 2010.
- Heeswijkse Ikonen. Het contact tussen hemel en aarde (samen met Désirée Krikhaar), Uitgeverij Abdij van Berne, 2008.
- Verbreding, in Berne, nummer 4, jaargang 60, 2007.
- De strijd om te overleven (Werkgroep Norbertijner Geschiedenis in de Nederlanden. Bijdragen van de contactdag. 17). Averbode, 2007.
- De kloosters van Kreta, in: Het Christelijk Oosten, Afl. 4, jaargang 46, oktober 1994.
- Waarom het christendom de Sowjet-Unie overleefde in: A. Fafié en J. Jansen o.praem (red.) 'Gehoor geven aan velen. Zusters en broeders bemoedigen abt Ton Baeten tien jaar voor(t)ganger van de Abdij van Berne (1982-1992)'. Uitgeverij Abdij van Berne, 1992.
- De ikoon van de Gedaanteverandering in: A.J. van der Aalst en A. Jacobs (red.) 'Gebed in beelden. Feesticonen in de oosterse kerken'. Uitgeverij Gooi & Sticht, 1991.
- Inleiding tot de Byzantijnse liturgie in: 'Het Oosten Nabij. Aspecten van de Oost-Christelijke wereld'. Uitgeversmaatschappij J.H. Kok, 1987.
- Leonhard Goffiné (1648 – 1719). Sein Leben, seine Zeit und seine Schriften (Dissertatie, Bibliotheca Analectorum Praemonstratensium fasc. 9, Averbode 1969).
- Leonhard Goffiné der Verfasser der Handpostille. In: Jahrbuch für Geschichte und Kunst des Mittelrheins und seiner Nachbargebiete 18-19, 1966-67.

### Piet Al
- Grote vredeslitanie - Tilburgs Byzantijns Koor met Piet Al
- In Memoriam Piet Al (in memoriam door vriend en KRO journalist Gerard Klaasen, www.rkkerk.nl, 29 augustus 2010)
- Je begraaft geen levende (artikel in Eikonikon, juni 2009)
- Terug naar de wortels: indrukwekkende reis Utrechts Byzantijns Koor naar seminarie in Lviv (artikel in RKKerk.nl, 20 juni 2008)
- Norbertijnen van Berne kiezen 1 maart nieuwe abt (bericht op www.rkkerk.nl, 25 februari 2007)
- Oud-abt pleit voor scheiding bejaarde en jongere norbertijnen (bericht op www.rkkerk.nl, 4 februari 2007)[dode link]
- Koninklijke onderscheiding voor abt Abdij van Berne (bericht op www.rkkerk.nl, 2 februari 2007)
- Een feest waar niemand ooit te laat komt (artikel in Trouw, 17 februari 2004)

### Overig
- Mgr. C.A.A. Vanuytven o.praem. (Gegevens op www.catholic-hierarchy.org)
- Instituut voor Liturgische en Rituele Studies (Op site van Universiteit van Tilburg)
- Katholieke Vereniging voor Oecumene

- Gemeinsame Normdatei: 138383456
- International Standard Name Identifier: 0000 0000 7264 691X
- Library of Congress Control Number: n93067649
- Nederlandse Thesaurus van Auteursnamen: 069061041
- Système universitaire de documentation: 13566649X
- Virtual International Authority File: 89932052
- WorldCat: E39PBJxWTY7yCyK677RDJMhyh3